# U2 Live at Red Rocks: Under a Blood Red Sky
U2 Live at Red Rocks: Under a Blood Red Sky — фильм-концерт ирландской рок-группы U2, записанный во время выступления музыкантов в штате Колорадо в ходе турне War Tour. Будучи выпущенным в 1984 году на видеокассетах, этот концерт стал первым видеорелизом U2. Концерт был снят режиссёром Гэвином Тэйлором и спродюсирован Риком Варпелом и Дагом Стюартом.
Фильм был задуман менеджерами U2 с целью продемонстрировать «концертный драйв» группы и увеличить её американскую аудиторию. Музыканты выступали в амфитеатре Ред-Рокс под проливным дождём. Изначально концерт хотели отменить из-за неблагоприятных погодных условий, но группа настояла на съёмках, так как на подготовку шоу были затрачены большие деньги. Дождь и освещаемые факелами окрестности амфитеатра добавили выступлению атмосферности и драматизма. Впоследствии фрагменты этого концерта стали часто транслировать на MTV, а также на других телевизионных каналах, что добавило группе популярности.
Концерт был тепло принят критиками, а последующий фильм стал бестселлером на видео. Эта запись, наряду с альбомом Under a Blood Red Sky, утвердила репутацию U2 в качестве незаурядного концертного коллектива и увеличила востребованность Ред-Рокс среди концертных площадок. В сентябре 2008 года фильм был переиздан на DVD — запись прошла процедуру ремастеринга и пополнилась ранее не издававшимися треками. Журнал Rolling Stone отметил исполнение песни «Sunday Bloody Sunday» на этом концерте как одно из «50 мгновений, которые изменили историю рок-н-ролла». В 1983 году вышел музыкальный альбом Under a Blood Red Sky, который содержал треки, записанные в ходе War Tour, включая две песни из этого фильма.

## Предыстория

### Подготовка
В 1981 году U2 находились в турне Boy Tour, организованном в поддержку их дебютного альбома Boy. 11 мая, после концерта в денверском Rainbow Music Hall, промоутер группы Чак Моррис свозил группу на экскурсию в расположенный неподалёку Red Rocks Amphitheatre — природный амфитеатр, расположенный между скалами из песчаника в Скалистых горах. Басист Адам Клейтон вспоминал: «В момент, когда мы впервые увидели Ред-Рокс, мы поняли, что однажды выступим здесь. Это было очень живописное место». Менеджер группы Пол Макгиннесс давно хотел организовать для U2 съёмку концертного видео, дабы продемонстрировать их сильную сторону — «живые выступления» — и расширить американскую аудиторию. Промоутер Барри Фэй, который был организатором шоу U2 на юго-западе США, верил в потенциал молодой ирландской группы и пролоббировал для них желанную концертную площадку в Колорадо.

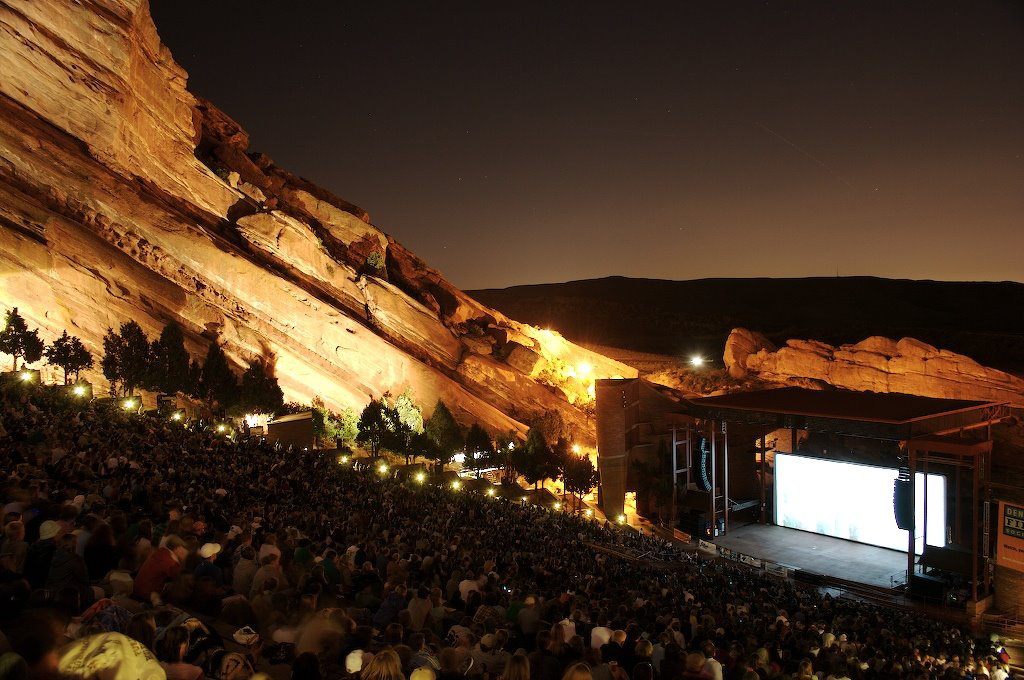
Red Rocks Amphitheatre (2006). Ненастная погода поставила под угрозу проведение концерта U2.

В начале 1983 года Макгиннесс связался с Малкольмом Джерри, продюсером британского музыкального шоу The Tube, и договорился о съемках U2 на Ред-Рокс, с последующим появлением этого материала в передаче. Вначале Джерри подумал, что Макгиннесс хочет снять видео лишь на одну песню, но оказалось, что тот планирует организовать часовое выступление. В связи с этим продюсер шоу сказал, что должен посоветоваться с руководством канала Channel 4, так как до этого в эфире передачи никогда не транслировали только одну группу. В итоге Макгиннесс смог убедить Джерри в выгодности этой идеи, аргументируя тем, что часть авторских прав будет принадлежать ему — это позволяло транслировать видео на Channel 4 без оплаты телеканалом.
Расходы на съёмки были оценены в 250 тысяч долларов, в них были включены освещение скал, мобильное подразделение звукозаписи и вертолёт для съёмок с воздуха. Так как финансовое положение группы позволяло инвестировать в концерт только 30 тысяч, Барри Фэй согласился помочь проекту личным капиталом, наряду с Island Records. В дальнейшем для финансирования съёмок была создана фирма «U2 at Red Rocks Associates»; три стороны разделили расходы и общие доходы от телевизионных прав и продажи видео. Права для трансляции на радио, в тематической концертной передаче The Source, были проданы американской сети NBC. Во время американской части турне War Tour, U2 выступали на площадках, сопоставимых по вместимости с Ред-Рокс, и, руководствуясь этим, группа прогнозировала, что съёмки будут проходить с аншлагом и доходы концерта помогут компенсировать производственные затраты.
Корпорация Фэя Feyline Productions скоординировалась с его продюсерской компанией TTS, чтобы руководить съёмками. Гэвин Тейлор и Малькольм Джерри были выбраны в качестве режиссёра и продюсера соответственно. Это был первый визит Тейлора в США и первый же раз, когда он снимал важный рок-концерт на открытом воздухе. Также поучаствовать в проекте были приглашены местные продюсеры Рик Вурпел и Даг Стюарт. Первоначальными планами Тейлора и Макгиннесса была трансляция полной версии концерта в The Tube, но профсоюз передачи не поддержал эту идею из-за ограниченного числа сотрудников шоу в составе концертной бригаде. Тем не менее компромисс был достигнут, и в передаче показали 15 минут концерта.

### Погодные проблемы
В организацию концерта были вложены большие деньги — почти всё что у нас было. Мы хорошо подготовились, на протяжении всего шоу нас должна была снимать бригада кинооператоров. Мы привезли с собой дополнительное освещение, прожекторы — всё что было необходимо. А потом начался дождь. Нам хотелось грызть ногти от досады. Многие из нашего окружения советовали «сворачивать лавочку», но в истинном стиле U2 мы решили идти своим путём и довести дело до конца.
Плохая погода в день съёмок поставила под угрозу запланированное шоу. Проливной дождь залил всю близлежащую местность, а метеослужба предупреждала о возможности наводнения. Из-за плохой погоды была затруднена перевозка снаряжения группы и видеотехники через близлежащие горы. Также погодные условия вызвали множество технических проблем для съёмочных и концертных бригад, ливень препятствовал возведению сцены и ставил под угрозу безопасность тех, кто монтировал световое и звуковое оборудование. Бригада техников швабрами отгоняла дождевую воду от проводки. Фанаты добирались до амфитеатра пешком через Скалистые горы под проливным дождём. Около 15-20 зрителей обустроились в передних рядах ещё рано утром, и Боно самолично носил им кофе и чай. Группы The Alarm и Divinyls, которые должны были выступать на разогреве, отменили свои сеты по соображениям безопасности, и многие фанаты думали, что весь концерт постигнет та же участь. Шоу было назначено на 18:00, U2 должны были принять решение до 13:00 — следует ли перенести концерт в другое место или всё же пойти на риск и попытаться выступить здесь, уповая на погоду, которая могла ухудшиться, и тогда концерт мог быть отменён автоматически службой безопасности.
Музыканты U2, их техники и Макгиннесс считали, что в шоу было вложено слишком много денег и отменять концерт недопустимо. Музыкантам было жалко фанатов, которым приходилось добираться на концерт в таких условиях. В итоге они решили продолжить подготовку к концерту по запланированному графику. Боно сообщил поклонникам, ждущим на подступах к амфитеатру, что на шоу не будет закреплённых мест, и посоветовал пробираться поближе к сцене вне зависимости от мест, обозначенных в билетах. Фэй, напротив, хотел отменить концерт, но не имел возможности поговорить с группой, так как летел в Денвер из Калифорнии; решение было принято без него. После прибытия в Денвер Фэй спросил у своих коллег, в какое место перенесли концерт U2, не подозревая, что группа решила остаться выступать в Ред-Рокс. По словам Эджа, когда Фэй узнал о решении группы, он не мог поверить своим ушам. Гитарист вспоминал: «Сомневаюсь, что он когда-либо слышал что-то столь сумасшедшее — эти ирландцы все же решили выступить в такую поганую погоду, с дождём и ветром в горах. Он думал, что мы сошли с ума». В тот же день Боно обратился к аудитории по радио — он подтвердил, что концерт остаётся в силе, а на следующий день в CU Events Center будет организованно ещё одно шоу, на которое могут прийти зрители, не сумевшие посетить первый концерт. Клейтон сказал во время радиоинтервью: «Мы знаем, что сейчас идёт дождь, но мы уверены, что он закончится, когда шоу начнётся, так что приходите». За два часа до концерта ливень стих и превратился в туманную морось. Всего было распродано 9000 билетов, но из-за неблагоприятных погодных условий на шоу пришло около 4400 человек.

### Съёмка

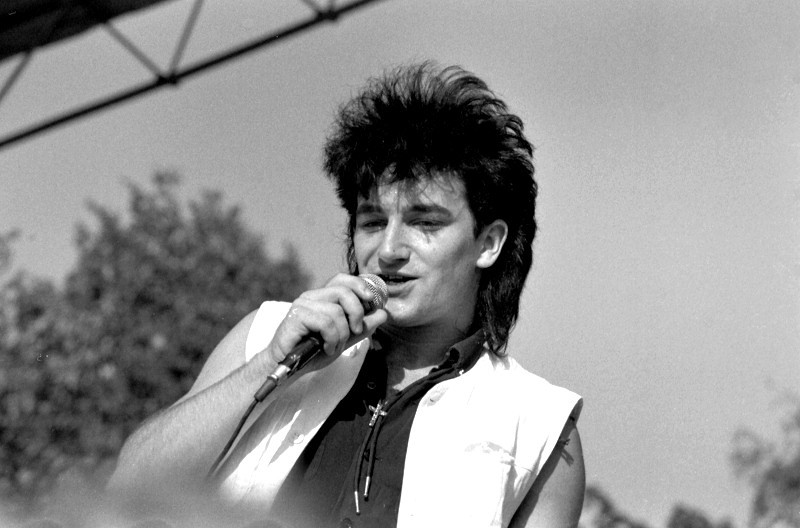
Боно предложил построить для Ред-Рокс расширенную сцену, чтобы быть ближе к аудитории концерта

Тейлор управлял бригадой из шести кинооператоров, в том числе трёх кинематографистов из Денвера. В связи с густым туманом и сильным дождем во время концерта очень мало «воздушной съёмки» было пригодно для окончательного монтажа. Хотя две «основные угловые» камеры на штативах обеспечили панорамную съёмку, бо́льшая часть материала была снята операторами при помощи ручных камер. У используемых видеокамер были ламповые датчики, которые создавали «следы», когда в их объективы попадали прямые источники света, и в результате большая часть видеозаписи содержит красные полосы. В вышедшем позднее видеорелизе покупатели были проинформированы, что цветные линии на записи «являются результатом специальных эффектов освещения, а не вызваны дефектом ленты или оборудования». К вечеру температура опустилась достаточно низко — изо рта музыкантов шёл пар и Эдж с трудом играл на гитаре, так как его руки «чертовски замерзали». Барабанщик Ларри Маллен-младший считает, что погода способствовала драматической атмосфере концерта. Сокращение запланированного числа зрителей по большей части осталось «за кадром», так как амфитеатр заполнил густой туман, к тому же при съёмке толпы был использован хитрый приём — зрителей снимали «крупным планом», что создавало дополнительный эффект «массовки». Тейлору понравилась идея второй сцены, которую разместили перед основной, чтобы Боно мог находиться поближе к публике, в окружении поклонников с трёх сторон. Микшированием записи занимался Стив Лиллиуайт, который продюсировал первые три студийных альбома U2. Для записи звука была использована портативная 24-дорожечная аудиосистема Effanel Music, потому что мобильная студия звукозаписи не могла быть размещена достаточно близко к сцене.
Перед выходом U2 на сцену Фэй произнёс речь, в которой упомянул концертный альбом Боба Дилана Hard Rain (рус. Сильный дождь). В ходе выступления прозвучало 20 песен, сет-лист был идентичен нескольким предыдущим шоу этого турне. «Out of Control» открывала основную часть программы (16 композиций), которая завершалась песней «Gloria», после чего группа выходила «на бис», исполнив ещё три песни, и заканчивала концерт треком «40». В основном музыканты исполняли песни «центрального» альбома этого турне — War (1983), а также материал из двух первых дисков: Boy (1980) и October (1981). Кроме того, были сыграны два неальбомных трека: «Party Girl» — би-сайд сингла «A Celebration» (1982) — и композиция «11 O’Clock Tick Tock» (1980), их исполнили «на бис».
Во время исполнения песни «The Electric Co.» Боно слез со сцены и забрался на осветительную вышку, чтобы помахать белым флагом. В интервью 2004 года Эдж вспоминал, что Боно «напугал его до усрачки», когда полез на вышку с риском получить удар током, так как повсюду торчали мокрые провода. По ходу концерта Боно несколько раз пожелал зрителям «доброй ночи» (англ. goof night), так что у команды пост-продакшна было в запасе несколько вариантов финальной песни для «концовки». Отправившись за кулисы, музыканты были разочарованы тем, что публика не стала распевать строчку: «how long to sing this song?» из финальной песни «40». В тот период они традиционно заканчивали каждое шоу этим треком и ждали совсем другой реакции от зрителей. Чтобы спасти положение, тур-менеджер Деннис Шихан пошёл на хитрость — он спрятался возле барьера, разделяющего зрителей и сцену, и начал петь эту строчку в микрофон, хотя его никто не просил об этом. В конце концов толпа присоединились к нему; фильм был отредактирован таким образом, чтобы скрыть тот факт, что пение зрителей было организовано специально.

## Выпуск

### Трансляции на ТВ и выпуск на VHS
Впервые концерт транслировался 8, 9 и 10 июля 1983 года на радио NBC, в передаче The Source под заголовком «War Is Declared» (рус. Война объявлена). Трансляция была организована фирмой Budweiser и армией США, запись была предоставлена на двух LP, которые включали полную версию концерта — 20 песен. Поздне́е двенадцать песен из этого концерта транслировались на американском телеканале Showtime, а девять песен — на MTV. Отрывок из концерта с песней «Sunday Bloody Sunday» был выпущен как клип, в качестве продюсеров которого фигурировали Малкольм Джерри, Рик Вурпел и Пол Макгиннесс. В июне 1986 года это видео попало в список 10 концертных фильмов, показанных на всей территории США в рамках специального музыкального проекта, организованного фирмами Coors Brewing Company и Radio Vision International. Концерт также транслировался на телеканале VH1 и телеканалах сети Public Broadcasting Service.
Фильм был показан на кинофестивале CMJ Music Marathon в октябре 1983 года с целью продвижения сопутствующей концерту аудиозаписи Under a Blood Red Sky, которая была выпущена в следующем месяце. Этот мини-альбом, название которого позже было использовано в заглавии фильма-концерта, включал восемь песен, записанных в ходе турне War Tour, две из них («Gloria» и «Party Girl») были взяты из выступления на Ред-Рокс, а остальные треки записаны на концертах в Бостоне и Западной Германии — как полагали U2, они были «более проработаны в плане постановки».
U2 Live at Red Rocks: Under a Blood Red Sky был первым концертом U2, выпущенным на VHS — в 1984 году его издала фирма MCA Home Video. В августе 1986 года запись была переиздана фирмами RCA/Columbia Pictures Home Video, в 1988 году она была выпущена в формате LaserDisc альянсом RCA/Columbia и Image Entertainment. Позже вышли ещё два переиздания на VHS от фирм Virgin Video и PolyGram соответственно в 1987 и 1991 годах.
Фотография Боно на вершине осветительной вышки во время его исполнения «The Electric Co.» была использована в качестве обложки видео, её кроваво-красный фон стал одной из предпосылок для названия — «Under a Blood Red Sky» (рус. «Под кроваво-красным небом»). Фильм начинается с небольшого вступления, во время которого показывают интервью с U2, подготовку сцены командой техников и кадры взволнованной публики. Песня группы The Clannad «Theme from Harry’s Game», которая звучала в конце большинства шоу U2, в этот раз звучит как в начале фильма, так и во время финальных титров. Название фильма «Under a Blood Red Sky» и одноимённого концертного альбома было взято из текста песни «New Year’s Day», однако во время самого́ концерта Боно заменил эту строчку на «под грозовыми тучами и дождем», намекая на погодные условия.
Во время исполнения песен «Cry/The Electric Co.» Боно спел несколько отрывок из композиции Стивена Сондхайма «Send in the Clowns», однако группа не смогла получить разрешение на бесплатное использование песни. В итоге, в связи с тем, что в первых тиражах концерта в Ред-Рокс и на одноимённом альбоме фигурировал этот трек Сондхайма, U2 были вынуждены заплатить автору, который пригрозил музыкантам судом, 50 тысяч долларов. В дальнейшем «Cry/The Electric Co.», которая входила в первый вариант концерта на VHS, длившийся 55 минут и содержавший 13 песен, была удалена по юридическим обстоятельствам, связанным с использованием отрывка из «Send in the Clowns».
Записанные на концерте песни «Twilight» и «An Cat Dubh» были изданы на сингле «Sweetest Thing» в 1998 году. В 2004 году концертная версия песни «Sunday Bloody Sunday» вошла в сборник Carved in Stone Vol. 2: Live at Red Rocks — благотворительный альбом, выпущенный для сбора средств в фонд «Preserve the Rocks Fund», целью которого было восстановить и сохранить парк Ред-Рокс.
После выхода официальной записи концерта на «чёрном рынке» стали появляться нелегальные видео и аудио бутлеги — в отличие от оригинала, на них фигурировала полная версия концерта (все 20 песен).

### Переиздание на DVD
В 2005 году, Рик Вурпел вновь вернулся к продюсерскому бизнесу. На тот момент ни у него, ни у TTS не было мастер-плёнок концерта, и продюсер опасался, что ленты были утеряны. Занявшись этим вопросом, он выяснил, что всеми снятыми материалами владеет Денверский городской совет, в распоряжении которого в общей сложности было 164 отснятых лент с различных камер. Изначально все материалы находились на хранении у бывшей сотрудницы Вурпела, согласно договору она могла распоряжаться ими по своему усмотрению, пока городской совет не был в них заинтересован. В итоге совет заплатил ей 3000 долларов за весь период хранения и завладел материалами. Последующее судебное разбирательство обязало вернуть все ленты Вурпелу и U2.
Барри Фэй по просьбе U2 подписал документы для будущего выпуска концерта на DVD. Концерт был переиздан 30 сентября 2008 года фирмами Interscope Records, Island Records и Universal Music Enterprises. В новой версии фильма было улучшено качество видео, ремастерингом аудио занимался лично Эдж. Это издание включало несколько песен, которых не было в оригинале, увеличив продолжительность видео с 55 до 82 минут. «Cry / The Electric Co.» также присутствует в этом издании, но композиция была смонтирована таким образом, чтобы в ней не фигурировал отрывок из «Send in the Clowns», который присутствовал на предыдущих релизах — VHS и LaserDisc. Из-за этого в фильме появился «киноляп»: в оригинальной версии Боно забирается на осветительную вышку и поёт, но в новой версии эта последовательность была «обрезана», в результате чего Боно слезает со сцены, а в следующем кадре уже стоит на вышке.
Также в DVD-версии была переделана песня «Two Hearts Beat as One», в которой звучал отрывок из хита «Let’s Twist Again» Чака Берри — его попросту убрали. Единственная песня концерта, которая отсутствует в новой версии фильма — «I Fall Down», на концерте её исполняли между «Cry / The Electric Co.» и «October», но в дальнейшем решили отказаться от неё из-за плохого качества материала. Аудиодорожка вышла в форматах ИКМ-стерео, 5.1 микс в Dolby Digital и DTS, отдельной дорожкой были записаны аудиокомментарии режиссёра Гэвина Тейлора. Релиз фильма совпал с выпуском переиздания концертного альбома Under a Blood Red Sky. Эти переиздания были доступны как по отдельности, так и в формате делюкс-издания. Буклет для фильма был написан музыкальным критиком Энтони Декёртисом. В 2005 году в формате бокс-сета были переизданы первые три альбома U2, но в дополнение к этим трём дискам в нём был свободный слот специально под делюкс-издание Under a Blood Red Sky.

## Отзывы критиков
| Оценки критиков                                 | Оценки критиков |
| Источник                                        | Оценка          |
| ----------------------------------------------- | --------------- |
| Allmovie                                        | [ 41 ]          |
| The New York Times                              | положительная   |
| Philadelphia Daily News                         | положительная   |
| The Advertiser (2008)                           | [ 44 ]          |
| Pitchfork Media (2008)                          | 9/10            |
| PopMatters (2008)                               | 8/10            |
| Record Collector (2008)                         | [ 46 ]          |
| Rocky Mountain News (2008)                      | A+              |
| The Sunday Telegraph / Sunday Herald Sun (2008) | [ 48 ] [ 49 ]   |

И концерт, и фильм получили тёплый приём от критиков. В своём обзоре Г. Браун из The Denver Post отметил: «Обстоятельства для концерта складывались не лучшим образом… но в итоге всё получилось просто замечательно». Джон Пэрелес из New York Times также похвалил фильм: «окружающая обстановка ещё больше усилила драматический эффект песен U2 об апокалипсисе, пацифизме и экзистенциальном ужасе». Пэрелес отметил: «Несмотря на избыток претенциозных ракурсов, оператору удаётся передать всю энергетику группы». Обозреватель из Philadelphia Daily News назвал операторскую работу «изобретательной» и похвалил визуальную атмосферу концерта, а также ландшафт, на фоне которого проходило шоу. Перри Зайберт из Allmovie поставил фильму четыре с половиной звезды из пяти, он остался доволен выступлением группы, а также местом проведения концерта, написав: «атмосфера Ред-Рокс стала замечательным фоном для радикального звука U2».
В ноябре 1984 года фильм был номинирован на награду «Лучшее длинное музыкальное видео» от журнала Billboard, а песня «Sunday Bloody Sunday» претендовала на награду в категории «Лучшее концертное исполнение». 30 марта 1985 года, когда Billboard запустил чарт «Лучшие музыкальные видеокассеты» (позднее переименованный в «Лучшие музыкальные видео»), видео U2 Live At Red Rocks заняло в нём седьмое место, а также отметилось в первой десятке «Лучших видеокассет» по итогам 1985 и 1987 годов. После переиздания на DVD оно вновь попало в чарты, впервые с 1989 года, и достигло 3-й строчки; в общей сложности U2 Live At Red Rocks находилось 148 недель в чарте «Лучшие видеокассеты/Лучшие видео». В апреле 1985 года оно вновь вернулось в чарт «Лучших видеокассет» под номером 29 и пробыло в нём ещё 14 недель. Billboard связал подскочивший интерес к этому видео с популярностью концертного тура Unforgettable Fire Tour и назвал его «хрестоматийным примером влияния популярности группы на спрос — успех сказывается на продажах видео».
В 2008 году, после переиздания концерта, в журнале Record Collector вышла посвященная ему рецензия, автор отмечал: «Спустя 25 лет концерт U2 в Red Rocks абсолютно не растерял свою энергетику». В обзоре газеты Rocky Mountain News рецензент отметил, что Under a Blood Red Sky «всё ещё является захватывающем выступлением, оно „сырое“, страстное и искреннее». Эндрю Гилстреп из PopMatters поставил новой версии фильма 8 баллов из 10, заявив: «Редкое явление, когда группа может полностью преобразовать сцену, особенно если единственный спецэффект шоу — это харизма музыкантов, но без преувеличения можно сказать, что U2 отыграли доминирующее, безупречное — несмотря на ошибки — выступление. Это то шоу, которое сделало музыку U2 открытием для широкой аудитории». В своём обзоре диска журналист из Pitchfork Media написал: «Когда группа выступила на сцене Ред-Рокс в ту дождливую июньскую ночь с зажженными факелами над бескрайней линией горизонта, это место стало идеальными фоном для музыки U2, где всё — земля, ветер, огонь — было очень к месту для максимального увеличения драматического эффекта концерта и усиления атмосферы песен». Джеймс Уигни в своих рецензиях для The Sunday Telegraph и Sunday Herald Sun поставил DVD высший балл (5), он остался доволен новой версией фильма, но посетовал, что «качество видеозаписи всё ещё оставляет желать лучшего». Рецензенту газеты The Advertiser понравилось, что аудиокомментарии к DVD получились очень информативными, но он раскритиковал качество изображения, заявив, что «даже от ремастеринговой версии фильма остаются впечатления, будто она была снята на камеру мобильного телефона».

## Влияние

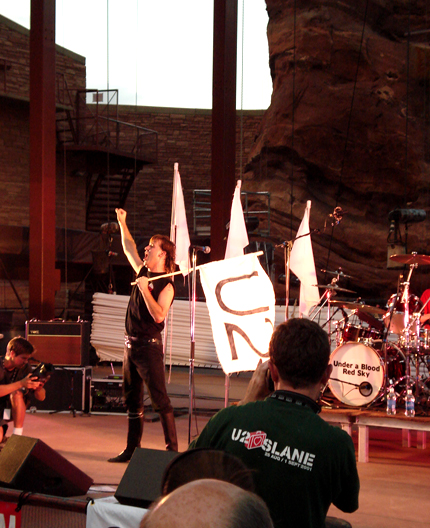
В 2007 году, группа «Under a Blood Red Sky» выступила в Ред-Рок, отыграв точную копию шоу U2

Выступление в Ред-Рокс часто называют переломным моментом в истории группы U2, благодаря ему ирландцы обрели репутацию «незаурядной концертной группы». В буклете для DVD-версии фильма музыкальный журналист Энтони Декёртис писал: «Этот концерт поставил перед U2 цели, которые могли бы сломать любую другую начинающую группу. Но благодаря своим безумным амбициям на Ред-Рокс эти четверо юношей сумели заглянуть в своё будущее и превратиться в мужчин, которыми им ещё предстояло стать». Журнал Rolling Stone назвал исполнение песни «Sunday Bloody Sunday» во время концерта одним из «50 мгновений, которые изменили историю рок-н-ролла». Автор статьи писал: «силуэт Боно, поющего гимн о борьбе с насилием — „Sunday Bloody Sunday“, размахивая белым флагом сквозь малиновый туман (созданный сочетанием сырой погоды, горящих огней и освещения скал), определил имидж U2 как носителей боевого духа рок-музыки, а постоянные трансляции на MTV познакомили с группой всю Америку». Режиссёр Гэвин Тэйлор сказал, что видео «стало трамплином для их карьеры, они просто взлетели, как на ракете». В 2009 году журнал Relix поставил выступление Ред-Рокс на 24-е место среди «50 величайших концертов всех времён». Рецензент газеты Denver Post отметил, что концерт утвердил статус Ред-Рокс в качестве одной из главных концертных площадок на открытом воздухе. Обозреватель издания Rocky Mountain News заявил, что выступление U2 «обрело статус одного из самых известных и признанных концертов 80-х (а возможно и всех времён)» и что люди, побывавшие в амфитеатре с той поры, были разочарованы, узнав, что костры не являются частью антуража парка, а использовались специально для концерта U2. Музыкальный биограф Дэйв Томпсон писал в своей книге: «Благодаря этому концерту U2 превратились… в очень успешную рок-группу», добавляя: «Без U2 Ред-Рокс был бы просто ещё одним классно освещённым амфитеатром».
Перед началом записи альбома The Unforgettable Fire U2 пригласили Брайана Ино поработать с ними. Однако в то время, по мнению Ино, ирландцы были «неинтересной рок-группой», и продюсер не заинтересовался в этом проекте. Он изменил своё мнение после того как послушал концерт в Ред-Рокс, и в итоге между ним и группой завязалось многолетнее сотрудничество. Ино спродюсировал несколько пластинок U2, включая The Joshua Tree, Achtung Baby и All That You Can't Leave Behind, которые являются самыми успешными в дискографии группы.
В июне 2007 года трибьют-группа под названием «Under a Blood Red Sky» отыграла полную версию легендарного концерта U2. На той же неделе администрация Денвера пыталась убедить U2 вновь выступить в амфитеатре, но безуспешно. Во время турне PopMart Tour в 1997 году Боно заявил, что из-за низких продаж билетов на денверский концерт в Mile High Stadium группа может вернуться в «родные скалы Ред-Рокс», но в итоге от этой идеи отказались. В интервью 2008 года Барри Фэй рассказал, что интересовался у U2 о возможном возвращение в Ред-Рокс, на что они ответили: «Этого не будет». В обоих случаях (по поводу 1997 и 2007 годов) Фэй сказал, что U2 никогда смогут «переплюнуть» свой оригинальный концерт и что возвращение в Ред-Рокс было бы «глупым» и поставило бы U2 в «заведомо проигрышную ситуацию».

## Список композиций
| Оригинальное издание (VHS) 1. «Surrender» 2. «Seconds» 3. «Sunday, Bloody Sunday» [sic] 4. «October» 5. «New Year's Day» 6. «I Threw a Brick» [sic] 7. «A Day Without Me» 8. «Gloria» 9. «Party Girl» 10. «11 O’Clock Tick Tock» 11. «I Will Follow» 12. «40» | Переиздание 2008 года (DVD) 1. «Out of Control» 2. «Twilight» 3. "An Cat Dubh / «Into the Heart» 4. «Surrender» 5. «Two Hearts Beat as One» 6. «Seconds» 7. «Sunday Bloody Sunday» 8. «Cry» / «The Electric Co.» 9. «October» 10. «New Year’s Day» 11. «I Threw a Brick Through a Window» 12. «A Day Without Me» 13. «Gloria» 14. «Party Girl» 15. «11 O’Clock Tick Tock» 16. «I Will Follow» 17. «40» |

## Участники записи
U2
- Боно — вокал, гитара на «A Day Without Me»
- Адам Клейтон — бас-гитара, гитара на «40»
- Эдж — гитара, клавишные, бэк-вокал, педальная слайд-гитара на «Surrender», бас-гитара на «40», ведущий вокал на «Seconds»
- Ларри Маллен-мл. — ударные, бэк-вокал

Съёмочная группа
- Малкольм Джерри — кинопродюсер
- Пол Макгиннесс (U2 at Red Rocks Associates) — исполнительный продюсер
- Даг Стюарт — кинопродюсер
- Гэвин Тейлор — кинопродюсер
- Рик Вурпел — продюсер